# Iwona Bielas
Iwona Bielas (urodzona w latach 60. XX wieku) – polska łyżwiarka figurowa, startująca w parach tanecznych z Jackiem Jasiaczkiem. Uczestniczka mistrzostw Europy, mistrzyni Polski (1981).
Bielas i Jasiaczek trenowali w klubie sportowym Społem Łódź. Uczęszczali do IX Liceum Ogólnokształcącego im. Jarosława Dąbrowskiego w Łodzi. 

## Osiągnięcia
Z Jackiem Jasiaczkiem
| Zawody                                | 78–79          | 79–80          | 80–81          |                |                |                |                |                |                |                |                |                |                |                |                |                |                |
| Międzynarodowe                        | Międzynarodowe | Międzynarodowe | Międzynarodowe | Międzynarodowe | Międzynarodowe | Międzynarodowe | Międzynarodowe | Międzynarodowe | Międzynarodowe | Międzynarodowe | Międzynarodowe | Międzynarodowe | Międzynarodowe | Międzynarodowe | Międzynarodowe | Międzynarodowe | Międzynarodowe |
| ------------------------------------- | -------------- | -------------- | -------------- | -------------- | -------------- | -------------- | -------------- | -------------- | -------------- | -------------- | -------------- | -------------- | -------------- | -------------- | -------------- | -------------- | -------------- |
| Mistrzostwa Europy                    |                |                | 18             |                |                |                |                |                |                |                |                |                |                |                |                |                |                |
| Międzynarodowe: Kategorie młodzieżowe |                |                |                |                |                |                |                |                |                |                |                |                |                |                |                |                |                |
| Mistrzostwa świata juniorów           | 11             | 9              |                |                |                |                |                |                |                |                |                |                |                |                |                |                |                |
| Krajowe                               |                |                |                |                |                |                |                |                |                |                |                |                |                |                |                |                |                |
| Mistrzostwa Polski                    |                |                | 1              |                |                |                |                |                |                |                |                |                |                |                |                |                |                |